# 베르데곶

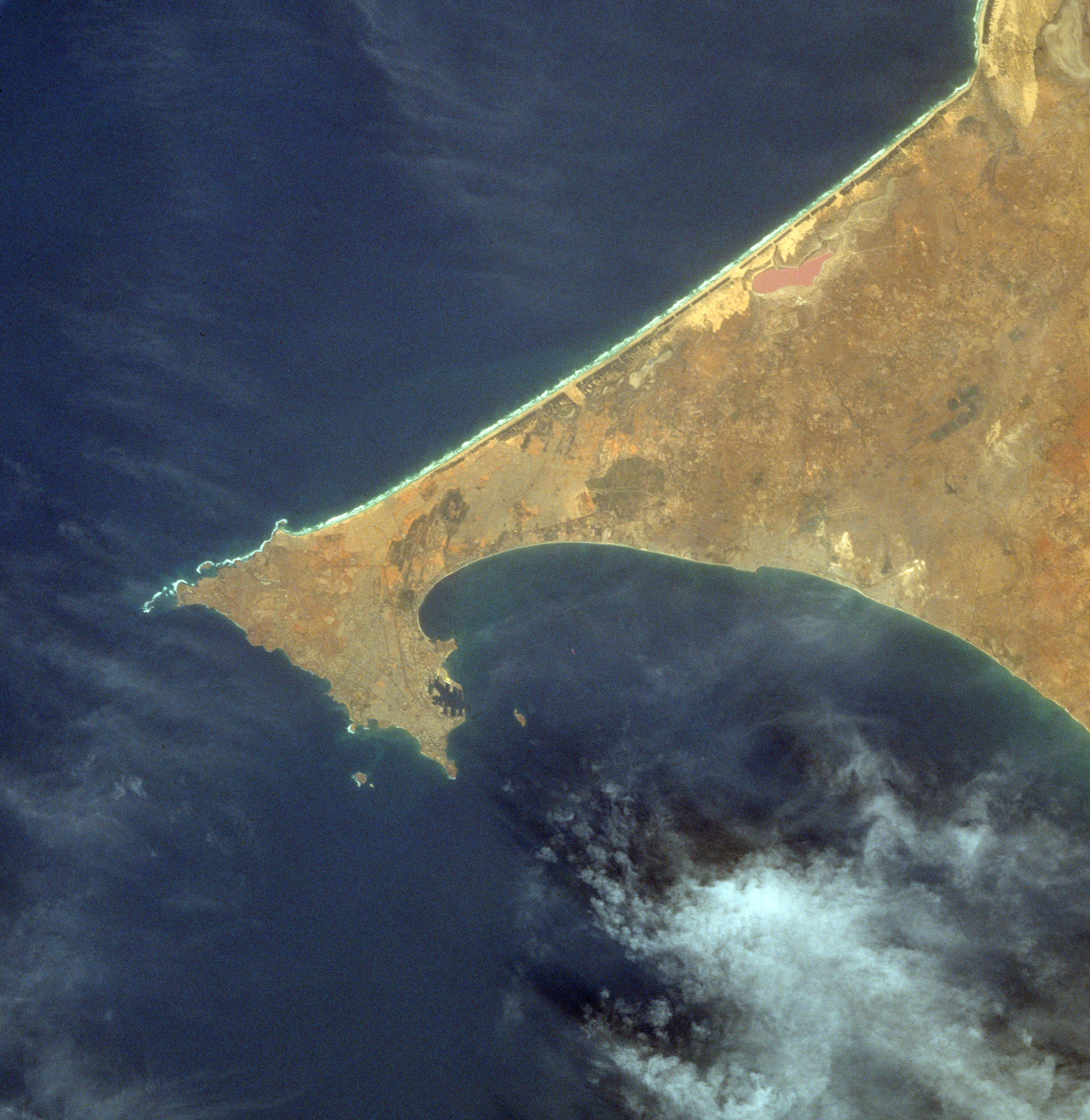
베르데곶의 위성사진

베르데곶(포르투갈어: Cap-Vert)은 세네갈에 위치한 반도로 아프리카 대륙의 극서단을 형성한다. 이 곶은 원래 포르투갈 탐험가들에 의해 "카보 베르데"(포르투갈어:Cabo Verde, 영어:Cape Green, 녹색의 곶)라고 불렸다.
베르데곶은 세네갈의 모래사장이 펼쳐지고 있는 가운데 바위 절벽이 서쪽으로 길게 뻗어있는 형상을 하고 있다. 고레섬과 마주보고 있으며 천혜의 양항이다.
앞바다에서 일어난 화산활동으로 형성되었으며 대서양쪽으로 돌출된 형태를 띠고 있으나 그 끝부분은 남동쪽으로 구부러져 있다. 강한 남서풍에 노출되어 있는 남쪽은 연중 녹색빛을 띄지만 북쪽은 파상형의 모래언덕이 만들어져있다.
전체적인 모습은 삼각형(한변당 15km가량)형태를 띠고 있다. 이 곶의 북서쪽 끝인 Pointe des Almadies 근처에는 다카르의 국제공항이 위치해 있는데 이 곳은 2차세계대전 당시 중요한 수송 기지로 쓰였다. 두개의 화산원뿔인 Deux Mamelles (Two Teats)가 다카르의 북서쪽 풍경을 압도한다.
이 곳의 원주민은 레부족(Lebou)으로 어업과 농업에 종사했다. 1444년에 포르투갈의 항해사들이 이 곶을 처음 발견한 이후 아프리카-유럽 무역의 중요한 무역기지가 되었다. 1857년 프랑스는 베르데곶 위에 세네갈의 수도인 다카르를 건설한다.

## 지명 문제

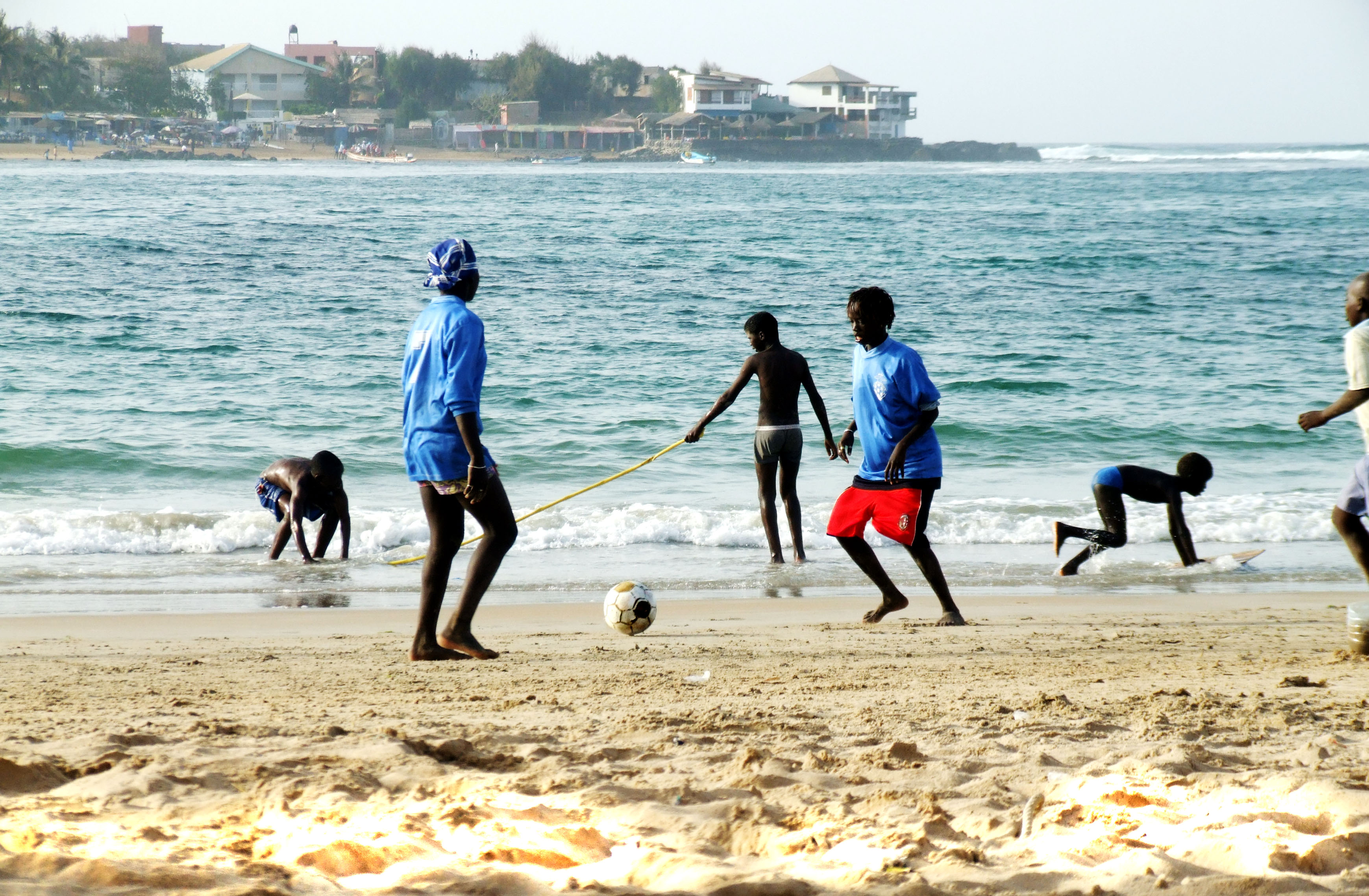
베르데곶 북쪽 끝에서 놀고 있는 아이들

이 곶에서부터 서쪽으로 560km 떨어진 대서양에 "카보베르데 제도"가 떠있다. 포르투갈어의 경우 베르데곶과 카보베르데 제도의 지명을 모두 "Cabo Verde" 라고 부르고 있다. 이로 인해 베르데곶과 카보베르데 제도를 혼동하는 일이 자주 일어난다.
그러나 영어의 경우 베르데곶은 "Cap-Vert" 혹은 "Cape Green" 이라 표기하며, 카보베르데 제도는 "Cape Verde" 라고 표기하여 두 지명을 구별 하고 있다.